# Murlöpare
Murlöpare (Ocys quinquestriatus) är en skalbaggsart som först beskrevs av Leonard Gyllenhaal 1810.  Murlöpare ingår i släktet Ocys, och familjen jordlöpare. Enligt den svenska rödlistan är arten sårbar i Sverige. Arten förekommer i Götaland, Gotland och Öland. Arten har tidigare förekommit i Svealand men är numera lokalt utdöd. Artens livsmiljö är stadsmiljö.